# Qianjiang, Hubei
Qianjiang är en stad i  provinsen Hubei i centrala Kina. 
Staden har status som subprefektur, vilket betyder att den befinner sig på samma administrativa nivå som ett härad, men lyder direkt under provinsregeringen.
Qianjiang ligger omkring 140 kilometer väster om provinshuvudstaden Wuhan på Jianghanslätten (kinesiska: 江汉平原; pinyin: Jiānghànpíngyúan) som är ett av Hubeis bördigaste jordbruksområden. Under 2012 kommer Qianjiang att bli en station på den nya Hankou - Yichang-järnvägen.